# Симпсон, Хэк
Харольд Альфред «Хэк» Симпсон (англ. Harold Alfred "Hack" Simpson; 26 июня 1910, Виннипег — 30 марта 1978, там же) — канадский хоккеист, чемпион зимних Олимпийских игр 1932 года (и по совместительству чемпион мира) в составе сборной Канады.

## Биография
Играл на позиции защитника, начинал карьеру в «Виннипег Пилигримс» в Юниорской хоккейной лиге в 1927 году. Сыграв два сезона, поступил в университет Манитобы и стал игроком университетской команды. В 1931 году дебютировал в команде «Виннипег Виннипегс», выиграв с ней в 1931 году Кубка Аллана. Участник Олимпийских игр 1932 года, забросил шесть шайб в пяти матчах как нападающий (его на эту позицию поставил тренер Джек Хьюз). После зимних Игр Симпсон пытался пройти в сборную Канады по академической гребле для участия в летних Играх в Лос-Анджелесе, но не попал в итоговую заявку.
После Зимней Олимпиады Симпсон выступал в «Виндзор Буллдогс» из Интернациональной хоккейной лиги, провёл один матч за «Квебек Касторс» в Канадско-американской хоккейной лиге. Некоторое время тренировался в составе «Монреаль Марунз» из НХЛ, но в 1933 году был исключён из клуба. Карьеру завершил в сезоне 1933/1934 Квебекской хоккейной лиги за «Монреаль Ройалс» (14 матчей). Включён в Спортивный зал славы Манитобы в 2004 году посмертно как член команды, победившей в 1931 году на Кубке Аллана.